# Bokszvilágtanács thaiboksz-szekció
A Bokszvilágtanács thaiboksz-szekciója (WBC Muaythai) egy nonprofit szervezet, mely a Bokszvilágtanács hatáskörébe tartozik és feladata, hogy szabályozza, felügyelje és ellenőrizze a professzionális thaiboksz-versenyeket világszerte. A WBC Muaythai szabályzata megfelel a Thaiföldi Sporthatóság thaiboksz-szabályrendszerének is. A WBC Muaythai férfi és női világbajnoki versenyeket is rendez. Az első WBC thaiboksz-világbajnokságot 2005 decemberében tartották Ausztráliában.
A szervezet nem csak versenyek szervezésével, de a thai boksz népszerűsítésével is foglalkozik.